# Nepal tại Thế vận hội
Nepal đã tham gia 12 Thế vận hội Mùa hè, và 4 Thế vận hội Mùa đông.
Tejbir Bura, một công dân Nepal, đã giành huy chương vàng leo núi Thế vận hội tại kỳ Mùa đông năm 1924 với vai trò là thành viên Đoàn chinh phục Đỉnh Everest của Anh năm 1922. Do công dân một số nước khác cũng tham gia đoàn leo núi, giải được trao cho đoàn thể thao liên minh năm đó. Nội dung này và những người giành giải không xuất hiện trên website Ủy ban Olympic Quốc tế.
Võ sư taekwondo Bidhan Lama của Nepal giành một huy chương đồng tại Thế vận hội Mùa hè 1988 ở Seoul, tuy nhiên đây không phải là tấm huy chương chính thức do taekwondo là môn thể thao trình diễn tại kỳ vận hội này.
Ủy ban Olympic Nepal được thành lập năm 1962 và được công nhận năm 1963.

## Bảng huy chương

### Thế vận hội
| Thế vận hội           | Số VĐV        | Vàng          | Bạc           | Đồng          | Tổng số       | Xếp thứ       |
| Tokyo 1964            | 6             | 0             | 0             | 0             | 0             | –             |
| Thành phố México 1968 | không tham dự | không tham dự | không tham dự | không tham dự | không tham dự | không tham dự |
| München 1972          | 2             | 0             | 0             | 0             | 0             | –             |
| Montréal 1976         | 1             | 0             | 0             | 0             | 0             | –             |
| Moskva 1980           | 13            | 0             | 0             | 0             | 0             | –             |
| Los Angeles 1984      | 10            | 0             | 0             | 0             | 0             | –             |
| Seoul 1988            | 16            | 0             | 0             | 0             | 0             | –             |
| Barcelona 1992        | 2             | 0             | 0             | 0             | 0             | –             |
| Atlanta 1996          | 6             | 0             | 0             | 0             | 0             | –             |
| Sydney 2000           | 5             | 0             | 0             | 0             | 0             | –             |
| Athens 2004           | 6             | 0             | 0             | 0             | 0             | –             |
| Bắc Kinh 2008         | 8             | 0             | 0             | 0             | 0             | –             |
| Luân Đôn 2012         | 5             | 0             | 0             | 0             | 0             | –             |
| Rio de Janeiro 2016   | 7             | 0             | 0             | 0             | 0             | –             |
| Tokyo 2020            | chưa diễn ra  |               |               |               |               |               |
| Paris 2024            | chưa diễn ra  |               |               |               |               |               |
| Los Angeles 2028      | chưa diễn ra  |               |               |               |               |               |
| Tổng số               | Tổng số       | 0             | 0             | 0             | 0             | –             |

### Thế vận hội Mùa đông
| Thế vận hội              | Số VĐV        | Vàng | Bạc | Đồng | Tổng số | Xếp thứ |
| Thành phố Salt Lake 2002 | 1             | 0    | 0   | 0    | 0       | –       |
| Torino 2006              | 1             | 0    | 0   | 0    | 0       | –       |
| Vancouver 2010           | 1             | 0    | 0   | 0    | 0       | –       |
| Sochi 2014               | 1             | 0    | 0   | 0    | 0       | –       |
| Pyeongchang 2018         | không tham dự |      |     |      |         |         |
| Bắc Kinh 2022            | chưa diễn ra  |      |     |      |         |         |
| Milano–Cortina 2026      | chưa diễn ra  |      |     |      |         |         |
| Tổng số                  | Tổng số       | 0    | 0   | 0    | 0       | –       |